# Seznam dílů seriálu Stargate Infinity
Toto je seznam dílů seriálu Stargate Infinity. Americko animovaný sci-fi seriál Stargate Infinity měl premiéru 14. září 2002 na stanici FOX Network. Nezískal si však oblibu a po první řadě byl ukončen. Celkem bylo do 24. března 2003 odvysíláno 26 dílů.

## První řada (2002–2003)
| Č. v seriálu | Č. v řadě | Název                   | Režie         | Scénář                          | Datum premiéry     |
| ------------ | --------- | ----------------------- | ------------- | ------------------------------- | ------------------ |
| 1            | 1         | Decision                | Will Meugniot | Michael Edens                   | 14. září 2002      |
| 2            | 2         | Double Duty             | Will Meugniot | Mark Edward Edens               | 21. září 2002      |
| 3            | 3         | The Best World          | Will Meugniot | Mark Edward Edens               | 28. září 2002      |
| 4            | 4         | Coming Home             | Will Meugniot | Jan Strnad                      | 5. října 2002      |
| 5            | 5         | Mentor                  | Will Meugniot | Richard Mueller                 | 12. října 2002     |
| 6            | 6         | Hot Water               | Will Meugniot | Francis Moss a Ted Pedersen     | 19. října 2002     |
| 7            | 7         | Phobia                  | Will Meugniot | Jon Loy                         | 26. října 2002     |
| 8            | 8         | Can I Keep It?          | Will Meugniot | Matt Edens                      | 2. listopadu 2002  |
| 9            | 9         | Who Are You?            | Will Meugniot | Katherine Lawrence              | 9. listopadu 2002  |
| 10           | 10        | Greed                   | Will Meugniot | Richard Mueller                 | 16. listopadu 2002 |
| 11           | 11        | Stones                  | Will Meugniot | Nick Dubois                     | 23. listopadu 2002 |
| 12           | 12        | Initiation              | Will Meugniot | Steven Melching                 | 30. listopadu 2002 |
| 13           | 13        | The Mother of Invention | Will Meugniot | Randy Littlejohn a Christy Marx | 7. prosince 2002   |
| 14           | 14        | Reality                 | Will Meugniot | Katherine Lawrence              | 30. prosince 2002  |
| 15           | 15        | Museum                  | Will Meugniot | Brooks Wachtel                  | 6. ledna 2003      |
| 16           | 16        | Us and Them             | Will Meugniot | Julia Jane Lewald               | 13. ledna 2003     |
| 17           | 17        | The Face of Evil        | Will Meugniot | Jon Loy                         | 20. ledna 2003     |
| 18           | 18        | The Key                 | Will Meugniot | Richard Mueller                 | 27. ledna 2003     |
| 19           | 19        | Chariot of the Sun      | Will Meugniot | Katherine Lawrence              | 3. února 2003      |
| 20           | 20        | The Answer              | Will Meugniot | Erik Lewald a Mike Maliani      | 10. února 2003     |
| 21           | 21        | The Look                | Will Meugniot | Bob Forward                     | 17. února 2003     |
| 22           | 22        | Feet of Clay            | Will Meugniot | Richard Mueller                 | 24. února 2003     |
| 23           | 23        | The Natural             | Will Meugniot | Mark Edward Edens               | 3. března 2003     |
| 24           | 24        | Big Mistake             | Will Meugniot | Nick Dubois                     | 10. března 2003    |
| 25           | 25        | The Illustrated Stacey  | Will Meugniot | Craig Miller                    | 17. března 2003    |
| 26           | 26        | The Long Haul           | Will Meugniot | Mark Edward Edens               | 24. března 2003    |